# Vladimir Șmeliov
Vladimir Șmeliov (n. 31 august 1946, Magadan, RSFS Rusă, URSS – d. 14 iunie 2023, Himki, Moscova, Rusia) a fost un sportiv ce a reprezentat Uniunea Republicilor Sovietice Socialiste, medaliat olimpic. A participat la o ediție a Jocurilor Olimpice (1972) în care a câștigat o medalie de aur.

## Participări
Lista de mai jos prezintă principalele competiții la care a participat Vladimir Șmeliov de-a lungul carierei.
- Olympische Sommerspiele 1972/Moderner Fünfkampf[*]